# Фалконе
Фалко̀не (на италиански: Falcone; на сицилиански: Faccuni, Факуни) е малко морско курортно градче и община в Южна Италия, провинция Месина, автономен регион и остров Сицилия. Разположено е на брега на Тиренско море. Населението на общината е 2926 души (към 2011 г.).